# نگرش مذهبی بهرام بیضایی

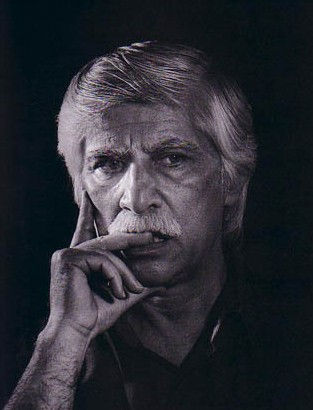
پرترهٔ بیضایی، کارِ فخرالدّین فخرالدّینی (۱۳۸۱)
----
«بار مسئولیت و امانت (و تعهد) را که در ازل بدوش کوه نهادند و شکافت و بدوش «آدم» نهادند و پذیرفت − حالا این حضرت دارد تحویل خود آسمان میدهد.... مورد کوچک و محصور و محدود و گذرای خویش را تحویل می‌کند به «عالم کون» با همهٔ عظمتش و بی‌حدیش و ابدیتش. و بدتر از آن به عالم غیب. اعنی متافیزیک.»
جلال آل احمد، میانه‌های دههٔ ۱۳۴۰
«جهان بیضائی اصولاً جهان شورش علیه این جهان است.»
بهرام جاسمی، میانه‌های دههٔ ۱۳۷۰
«تا آنجا که می‌دانم، او اهل هیچ دیانتی جز عالم قدسیِ هنر و تئاتر و سینما و اندیشه نیست.»
عبّاس میلانی، ۱۴۰۲

اندیشه و معتقداتِ بهرام بیضایی دربارهٔ دستگاه‌های فکرِ الهیاتی (منتسب به «آیین» و «دین» و «اساطیر» و «قرونِ وسطی» و «ماورای طبیعت» و «حق» و «تکلیف») محلِّ توجّهِ پژوهندگان و دوایرِ دولتیِ روزگارش در ایران بوده است. بیضایی در خانواده‌ای بهایی زاده شد و پرورش یافت. ولی خود پایبندی و دلبستگیِ ایمانی نشان نداده است؛ و نه فقط نسبت به بهائیت. با این همه، و با این که شاید بشود او را ندانم‌گرا یا اندیشمندی آزاد، مثلاً هم‌فکرِ زکریای رازی، شمرد، و بی گواهی از تشرّف یا تکفیرش در آیینی، شاید نشود در همهٔ طولِ زندگیش خداناباور یا لامذهب دانست. او نخستین بار به شیوهٔ بهایی ازدواج کرد (۱۳۴۴) و دستِ کم یک بار پس از آن ساواک دینش را اسلام شناخت (۱۳۴۷). بارها هم آماجِ بهایی‌ستیزی شد. علاقهٔ او به بعضِ پیشوایان یا پیروانِ بعضی مذهب‌ها در بعضی آثار و سخنانش پیداست، چنان که انتقادهایش نیز. بارها نیز اشارت‌هایی به احتمالِ وجودِ جهانی غیر از جهانِ محسوسات در سخنش رفته است، هرچند گاه به صورت‌هایی نزدیک به کلیشهٔ گفتاری. مطالعاتش در فقه‌اللّغة و ملل و نحل نیز گواهِ دلبستگیش به، و البته درگیریِ فکریش با، زبان‌ها و افسانه‌های مردمان است. خِردگرایی و باورِ اصالتِ وجود و محیطِ زیست‌گرایی نیز وجوهِ چشمگیری از تعلّقِ فکری و مذهبیِ او بوده است. غیر از این‌ها، بیضایی را دیگرانی به خداوندگاری یا حجّتی و پیامبریِ نمایش و منجی‌گری برکشیده‌اند، و گاه «عارف» نیز گفته‌اند و گاه این که فکرش «دقیقا مقابل تفکر دینی رایج می‌ایستد.»

## پیشینهٔ خانوادگی
بیضایی در خانواده‌ای بهایی در اواخرِ روزگارِ پهلویِ اوّل زاده شد. پیشینهٔ بهائیت در خانوادهٔ پدریِ بیضایی به ادیب بیضایی می‌رسد، که بزرگ‌ترین عموی بهرام بیضایی بود و در کاشان به کیشِ نو گرویده بود. او روابطِ حسنه با بعضِ نزدیکانِ دربار چون محمّدتقی بهار و سعید نفیسی و احتمالاً احمد قوام داشت. ولی در خانوادهٔ پدریِ بیضایی بستگیِ حکومتی دیده نمی‌شود. پدرِ بهرام بیضایی، که به پیروی از برادر به بهائیت گرویده بود، هرچند مدّتی به فرهنگستانِ ایران رفت و آمد داشت، به اسبابِ غیرسیاسی زندانی هم شد، و خیلی زود تبرئه. در واقع از گله‌های اداری او دچاری به بهایی‌ستیزی بوده است. بهار حتّی از ستمی که به خاطرِ اندیشهٔ متفاوت از اکثریت به ادیب رفته نیز سخن گفته است: «بود او نیز چو من در وطن خویش غریب». مادرِ بهرام بیضایی آیینِ بهایی را از مادرِ خود به ارث برده بود. بیضایی از برابریِ حقوقیِ زن و مرد در آیینِ خانوادگیش به نیکی یاد کرده است.
کودکیِ بیضایی مقارن بود با تبلیغاتِ ضدّبهاییِ اندیشندگانِ پرطرفداری چون احمد کسروی و عبدالحسین آیتی و فضل‌الله مهتدی صبحی و محمود حلبی و محمّدتقی فلسفی و فرهنگ نخعی و عواقبش؛ همچنان که جوانیش بعدها در دههٔ ۱۳۵۰ هم‌زمان بود با انتشارِ پژوهش‌های ضدّبهاییِ محمّد محیط طباطبایی. او سال‌ها بعد، در دههٔ ۱۳۹۰، از واقعهٔ ۱۳۲۸ ابرکوه و تبرئهٔ متّهمانش یاد کرد که در افکارش تأثیر داشته است.
در احضار و بازجوییِ سالِ ۱۳۸۱ در نیروی انتظامیِ تهران، بیضایی نپذیرفت که کتباً از مذهبِ پدر و مادرش تبرّی جوید.

## خودشناسیِ مذهبی
. . . خدایا چرا نمایش را دوست نداری؟
چرا در سرزمین‌های دیگر دوست داری و در میهن من نه؟ . . .

بیضایی، دیِ ۱۳۸۶

بیضایی هیچ‌گاه خود را بهائی و اساساً مذهبی نمی‌دانسته.

اسماعیل نوری علا
بیضایی جوانیِ خود را «مطلقاً بدون باورهای مذهبی» وصف کرده است. ولی بعدها خود را «التقاطی» گفته: «از تمام دین‌ها و فکرها چیزی در ذهن دارم.» بار دیگری «فرهنگ» را مذهبِ خود شمرده، و دنیا را به چشمِ خِردِ خویش دیدن را هم آیین و هم موضوعِ تبلیغِ فکریِ خود معرّفی کرده است. آزادی‌خواهی و محیطِ زیست‌گرایی و نکوهشِ واپس‌گراییِ عامّه هم بخش و برخِ مذهب و منشِ او بوده است.
بیضایی به صراحت دریغ‌خوارِ زوالِ آیین‌ها و سنّت‌هایی چون کابوکی و تعزیه بوده است که نشد آزادانه تکامل یابند و کارِ اجتماعی و فرهنگیِ خود را نو کنند. او به گرایش‌های فرهنگیِ چیرهٔ مدرنِ مذهبی و غیرمذهبی و ضدّمذهبی در ایران معترض بوده و در توقّفِ پویاییِ سنّت مقصّرشان می‌شناخته و فهمش از «خِرد»، که می‌ستوده‌اش، غیر از تجدّدگرایی در سرزمین‌های غیرمغربی بوده است و از لحاظِ سیاسی و مذهبی از ناقدانِ بیشترِ آنچه در آسیا و آفریقا منسوب است به مدرنیته و مدرنیسم و مدرنیزاسیون به شمار می‌رود. ولی در عینِ حال به نظر نمی‌رسد که ستایندهٔ غیرانتقادیِ فرهنگِ مغرب‌زمین چنان که در خودِ مغرب‌زمین بوده هم بوده باشد یا دریغش از گسستگیِ سنّت بازاندیشانه و در عینِ حال کوششگرانه در جهتِ پیوستگیِ سنجیده نباشد. در مقالهٔ «پس از صد سال» نشان می‌دهد که سنّتی که سزاوارِ سترونی شده بوده اصلاح می‌خواسته.

## کردار
من آن زمان، استاد دانشگاه بودم. از دانشگاه، اخراج شدم؛ به عنوان بهائی، به عنوان یک غیرمسلمان. پدر و مادرم بهائی بودند؛ من در یک خانوادهٔ بهائی، بزرگ شدم، منتهی، مذهب من، فرهنگ است؛ مذهب من، خودِ مذهب نیست؛ مذهب، اعتقاد شخصی است که به هیچ‌کس در جهان، مربوط نیست؛ من مذهبم فرهنگ است و در جلسهٔ بازجویی دانشگاه هم، این را گفتم و اخراج شدم.

بیضایی، دههٔ ۱۳۹۰
یک ازدواجِ بهایی (۱۳۴۴) و یک ازدواجِ اسلامی (۱۳۷۱) برای بیضایی ثبت شده است. جز این، حدودِ هفتاد سال در ایران تحتِ نظامِ حقوقیِ عمدتاً اسلامیِ روزگارش زندگی و کار و معامله کرده است، هرچند گاه به خاطرِ ناسازگاریِ مذهبی از کار محروم بوده است. وی دربارهٔ بهائیت کم سخن گفته است.
فکرِ بیضایی دربارهٔ نسبتِ زن و مرد در اجتماع نزدیکی با مذهبِ زن‌سالاری داشته است.
بیضایی بارها در زندگی از پاسخ به پرسش‌های ذات‌باورانه طفره رفته و به رسمیتشان نشناخته، مثلِ پرسش از چیستیِ سینما.

### وظیفه‌گرایی
بیضایی دربارهٔ تکلیف، عنصرِ غالبِ (قانونِ) اجتماعی در دستگاه‌های اندیشهٔ مذهبی، چند بحثِ مختصرِ نظری داشته، از جمله یک بار در سخنرانیِ ۲۹ ژوئیهٔ ۲۰۱۷ در تورنتو.

### در آینهٔ آثار
بیضایی دربارهٔ چند پیشوای عمدتاً منسوب به مذهب − مذهب‌هایی که پس از روزگارِ این پیشوایان، بر اساسِ انتظار یا نوستالژیِ ظهورِ منجی، شیعی و بابی شناخته شدند − نمایشنامه و فیلم‌نامه نوشته است: علی بن ابی‌طالب و حسین بن علی به ترتیب بخشی از موضوعِ نمایشنامهٔ مَجلس ضَربت زدن و فیلم‌نامهٔ روز واقعه هستند و طاهره قرّةالعین موضوعِ نمایشنامهٔ زرّین‌تاج. ولی حتّی در این حد هم تفسیرهای مذهبیِ دیگری از کارش شده: مثلاً از روز واقعه بوی مسیحیت شنفته‌اند و بعضِ شیعیان فحوای مَجلس ضَربت زدن را توهین و تهمتِ ناروا شناخته‌اند. تضعیفِ شخصیتِ منجی − خلافِ دکترینِ سنّت‌های آریایی و سامیِ موعودگرای منتظِرِ مسیحا − و مسئولیت خواستن از توده‌ها از نخستین کارهای بیضایی (مثلِ آرش) از درون‌مایه‌های چشمگیر بوده است.
عیّارانی غیرتاریخی هم موضوعِ چند کارِ داستانیِ بیضایی بوده‌اند، مثلِ عیّارِ تنها (۱۳۴۹).
دربارهٔ مذهبی بودن یا نبودنِ کارِ بیضایی (فارغ از این که چه مذهبی) نظرها گوناگون بوده است. مثلاً مسعود اوحدی «جنبه دراماتیک داستان» را اولویتِ بیضایی شمرده و بر آن بوده که مثلاً در فیلمی چون باشو، غریبه‌ی کوچک «آنچه که به این بچه مربوط می‌شود، بیشتر در ردیف مسائل انسانی است تا جنبه‌های الهی و عرفانی.» از طرفِ دیگر مجید مدرسی «نوع نگاه» ِ فیلم‌های بیضایی را «انسانی و شرعی» وصف کرده است و هوشنگ اسفندیار شهابی همین فیلمِ باشو را بازتابندهٔ «ارزش‌های جهانی بهائیان» شناخته است. هوشنگ گلشیری هم در غریبه و مه نشانه‌های «مذهبی خاصی» دیده (که بیضایی نپذیرفته که هست)، همچنان که امیر اهوارکی در چریکه‌ی تارا و مسافران نشانه‌های بهایی.
بهاءالدّین خرّمشاهی بر آن بوده که «نگاه تاریخی هنرمند» در بسیاری از نمایشنامه‌های بیضایی «پوسته‌ای» به پیازِ «اسطوره» می‌افزاید.

## در نظرِ دیگران
با اینکه کسانی بیضایی را (بیشتر به علّتِ بهائی بودنِ پدر و مادرش) بهائی می‌دانند، بعضی دیگر از او به عنوانِ دین‌ناباور یاد می‌کنند.

مهرِ ۱۳۹۴ محمّد رحمانیان نقل کرد که:
در یکی از صحنه‌های نمایشی که به صحنه برده بودم شهربانو جلو امام حسین (ع) زانو می‌زند. بهرام بیضایی بعد از دیدن این صحنه از من پرسید دلیل این کار برای چه بود و چرا این طور نشان دادی که شهربانو جلو امام حسین (ع) زانو زده است. من نیز گفتم برای اینکه از نظر من همه باید جلو امام حسین (ع) زانو بزنند، اما بیضایی به من گفت که سیدالشهدا (ع) برای این قیام کرد که نه کسی جلویش زانو بزند و نه او جلو کسی زانو بزند.
 رحمانیان از این خاطره نتیجه گرفته که بیضایی «بیشتر از همه ما و کسانی که ادّعا دارند اسلام را می‌شناسد.» با این همه، اسلام‌گرایان کمتر به بیضایی روی خوش نشان داده‌اند. مثلاً جلال آل احمد غروب در دیاری غریب و قصّه‌ی ماه پنهان را دفاع از اقلیت شمرد و سرزنش کرد و در دههٔ ۱۳۶۰، به قولِ سیّد محمّد بهشتی شیرازی، «جماعتی احساس می‌کردند مخالفت با فیلم‌های او ثواب دارد». از استثنائاتِ برجسته می‌شود محمّدتقی جعفری را نام برد و عطاءالله مهاجرانی را که سالِ ۱۳۷۸ در مجلسِ شورای اسلامی از گرایشِ مذهبیِ بیضایی دفاع کرد − هرچند، گرایشِ سیاسیش موضوعِ بازخواست بود.
بهرام جاسمی ردّی گنوسی‌وار در اندیشهٔ بیضایی تشخیص داده و چنین وصفش کرده است.